# Szczekociny
Szczekociny è un comune urbano-rurale polacco del distretto di Zawiercie, nel voivodato della Slesia.
Ricopre una superficie di 136,09 km² e nel 2004 contava 8.467 abitanti.

## Storia
Nello stemma della città di Szczekociny campeggia una spada in verticale in campo rosso. Nell'araldica cittadina, questo simbolo può esprimere una delle leggi più importanti delle città medievali, risultante dalla loro posizione secondo la legge tedesca. Simboleggia il cosiddetto "Ius gladii", ovvero un impianto legislativo che fa risalire i suoi fondamenti alla pena di morte. Le più antiche testimonianze scritte su Szczekociny risalgono al 1307, in quel tempo esisteva già un insediamento, sorto su un importante crocevia delle, allora, principali rotte commerciali. La fondazione si deve a Piotr Odrowąż, reggente di queste terre, che fu il primo della famiglia Szczekocki a ricoprire importanti cariche e dignità nel Regno di Polonia ai tempi di Casimiro il Grande e Ludwik Węgierski. Per secoli Szczekociny ha svolto il ruolo di centro amministrativo ed economico locale. A cavallo tra il XIV e il XV secolo, la città era la sede della famiglia cavalleresca degli Odrowąż. Il periodo di massimo splendore della città cade nel XVI secolo, in questo periodo, sotto la reggenza delle famiglie Oleśnicki, Jordanów e Koryciński, proprietarie delle terre su cui sorge la città, Szczekociny si identificò come fiorente centro economico; popolato di numerose corporazioni di artigiani, tra cui ceramisti, fornai, sarti, pellicciai, carrai, bottai, falegnami, fabbri, tessuti e birrai. La città fu completamente distrutta durante le guerre svedesi e, solo nel 18º secolo vi fu un lento sviluppo che culminò quando il territorio divenne proprietà di Franciszek Dembiński e Urszula Dembińska nata Morsztyn che, grazie ai loro fondi, supportarono la ricostruzione degli edifici cittadini.
La famiglia Dembiński eresse anche un palazzo che esiste ancora oggi, ospite del quale fu il re Stanisław August Poniatowski nel 1787. Durante l'insurrzione di Kościuszko il 6 giugno 1794, una battaglia impari ebbe luogo vicino a Szczekociny tra le truppe comandate da Tadeusz Kościuszko e le schiaccianti forze prussiano-russe. I generali Wodzicki e Grochowski morirono nella battaglia e Bartosz Głowacki, eroe contadino di Racławice, fu ferito a morte.
Nel 19º secolo Szczekociny apparteneva alle famiglie Łubieński, Czacki e Halpert. Il piccolo commercio, la tessitura e l'industria calzaturiera erano i settori preponderanti, nello stesso periodo sorsero, anche, una piccola fabbrica di lino e distillerie. Come un certo numero di piccole città del Regno del Congresso, Szczekociny perse i suoi diritti municipali nel 1870, per poi riconquistarli nel 1923.
A quel tempo, la popolazione ebraica iniziò ad ottenere un importante peso nel tessuto economico nella città, ne conseguì un incremento della popolazione ebraica che, complice l'ambiente sociale particolarmente favorevole, si stabilì sempre più volentieri a Szczekociny. Il periodo tra le due guerre confermò lo status della città di centro amministrativo ed economico locale. Durante questo periodo, la città ebbe il picco storico di popolazione - 6240 e nacquero numerose organizzazioni sociali e politiche, banche e una scuola secondaria.
Il periodo dell'occupazione tedesca vide la distruzione del 75% degli edifici e la morte di oltre 2000 persone, tra cui l'intera comunità ebraica.opolazione ebraica, che subì uno spietato sterminio. Morirono quasi duemila abitanti di Szczekociny, compresa l'intera popolazione ebraica. La condizione degli edifici è stata distrutta nel 75%.
La piazza del mercato a Szczekociny 1939

## Monumenti e luoghi di interesse
Ci sono numerosi monumenti, monumenti e luoghi della memoria nella città e nel comune di Szczekociny.

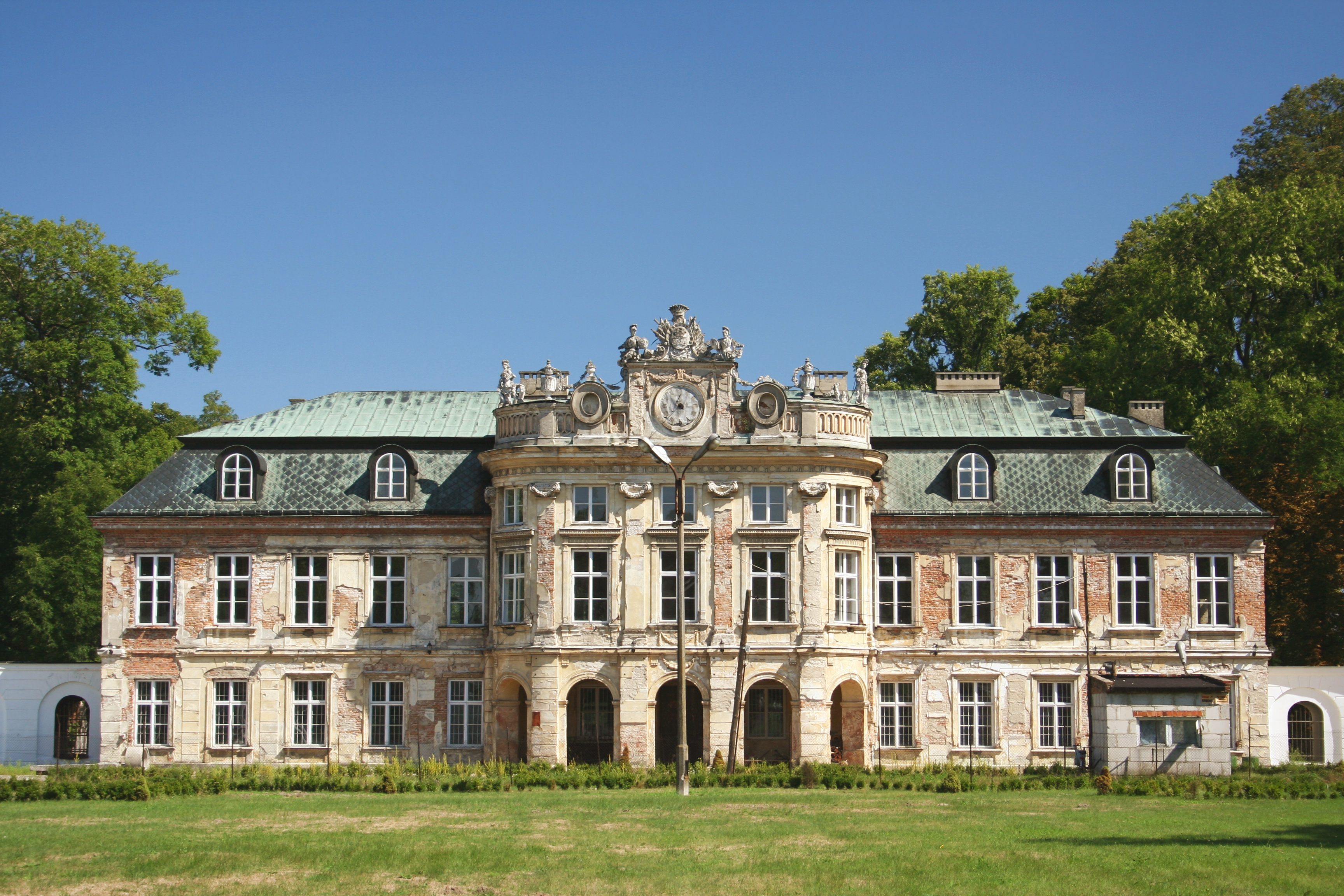
Palazzo Dembinski

### Palazzo Dembiński
Il monumento più prezioso di Szczekociny è il complesso del palazzo costruito negli anni '70 del Settecento su iniziativa di Franciszek e Urszula Dembiński.
L'edificio, realizzato da Franciszek F. Nax, è in stile classico è costruito su pianta rettangolare e presenta un tetto a mansarda con abbaini. La facciata è simmetrica con al centro un avancorpo di 3 piani, sormontato da un attico con quadrante di orologio, e sopra un cartiglio con due stemmi: Leliwa (a sinistra) della famiglia Morstin e Pobóg (a destra) con due figure di cavalieri ai lati. Nelle parti estreme del sottotetto si trovano sculture raffiguranti Flora e Pomona, mentre, al piano terra sono presenti dei portici. La facciata dal lato del giardino è decorata da un avancorpo sormontato da un timpano triangolare, sul quale è presentata una scena a bassorilievo delle Metamorfosi di Ovidio raffigurante Diana e Atteone . Il pinnacolo presenta lo stemma Leliwa, con ai lati due sculture di donne.

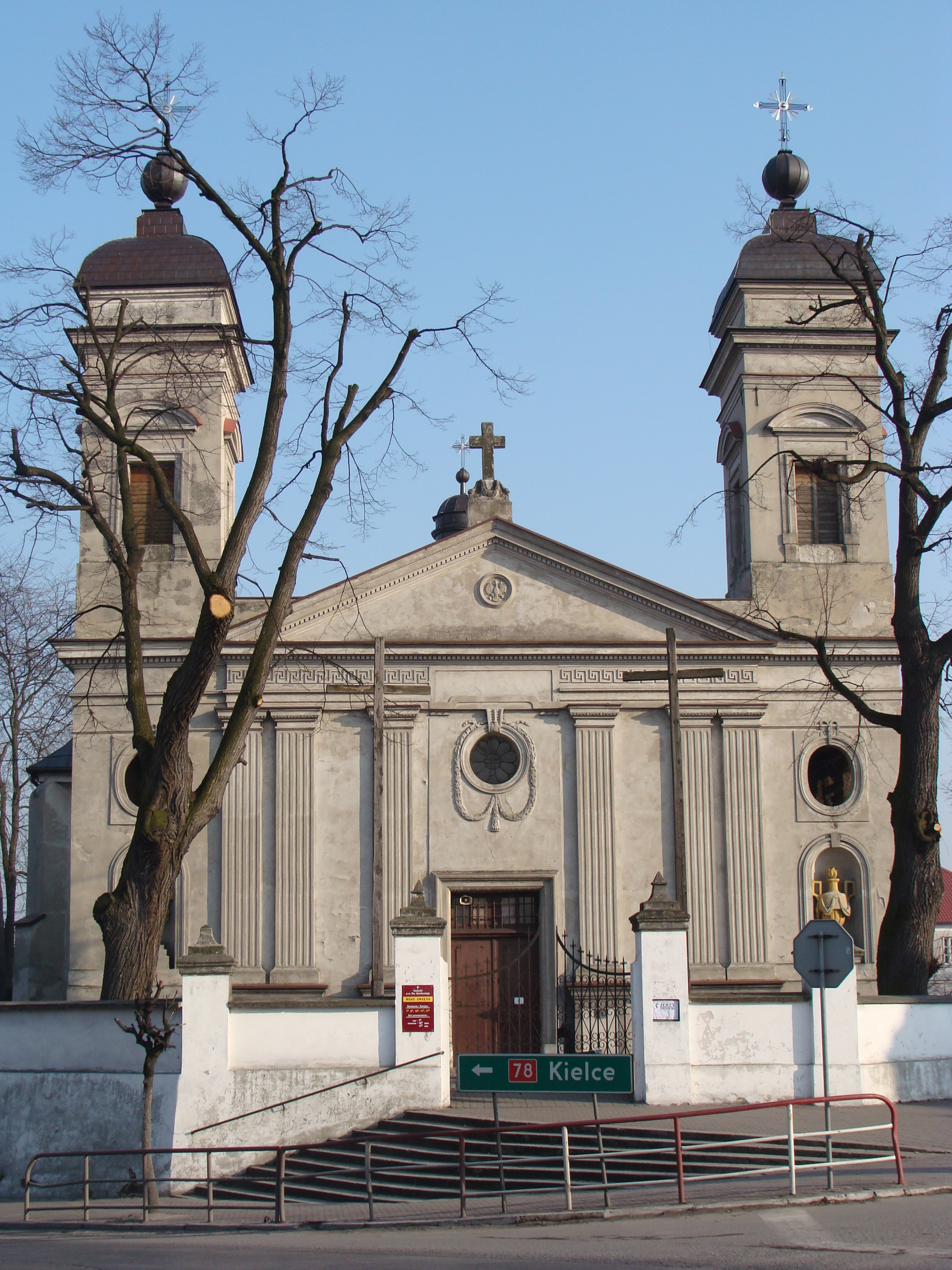
Chiesa di S.Bartolomeo

### Chiesa di S. Bartolomeo
Un monumento altrettanto prezioso a Szczekocin è la chiesa parrocchiale di S. Bartolomeo. Costruita intorno al 1620, la chiesa fu completamente ricostruita in stile primo classicista nel 1780 per opera di Ursula Dembinska.

### Monumento a Tadeusz Kościuszko
In piazza Tadeusz Kościuszko c'è un monumento a Tadeusz Kościuszko, finanziato dalla società di Szczekocin nel 1917. Il monumento fu distrutto durante l'occupazione nazista. Tornò al piedistallo nel 1945.

### Chiesa di S. Giovanni Battista
Tra gli edifici sacri del comune di Szczekociny si segnalano: la chiesa post-barocca di S. Giovanni Battista a Przyłęk Szlacheckie dalla seconda metà del Settecento finanziato da Justyna Moszczyńska nata Raczyńska.

## Società
La popolazione della città di Szczekocin ha avuto, negli ultimi 30 anni, un trend negativo.

## Geografia antropica
Nell'area di pertinenza delcomune di Szczekociny sono presenti alcuni villaggi, sorti in tempi antichi e caratterizzati da una storia interessante:

### Bonowice
Menzionato in un documento del 1257 nel numero di villaggi che danno la decima al Monastero di Zawichost. Nel 1527 il superiore del Monastero di S. Andrzej a Cracovia, vende a Pietrasz per Szczekocin, il reeve nei villaggi di Grabiec e Bonowice per 80 multe [Cod. Malop. 53, 293]. A metà del XV secolo conta 14 contadini, 2 amministratori di villaggio e una fattoria. I feudi kmiecie e la decima fattoria al monastero (clarisse) e il capo villaggio alla chiesa di Szczekociny [Długosz, LB, II, 214].

### Brzostek
il villaggio menzionato in Długosz [TI, p. 18]. I suoi eredi nel XV secolo furono Prandota Szreniawita e Gaworek dello stemma Rawa.

### Drużykowa
nel XV secolo gli eredi furono Abraham Ulkowski dello stemma di Gryf e Wilhelm Godziemba [Długosz, I, 29].

### Golarówka
nel 1306, la Guardia di Konskie impegna Goleniow e Chebga per 250 multe a Jan Muskata, vescovo di Cracovia, a titolo di risarcimento per danni, incendi, stupri, oppressione e prigionia di contadini effettuati nelle proprietà dei vescovi [Katalog Krak. I, 150]. Acta Camerila Apostolica, negli anni 1346-58 menzionarono la chiesa di Goleniów (de Golenów) pagando Świętopietrze. Nel febbraio 1353, il vescovo di Bodzanta emette un documento a Cracovia, in cui annota che a Goleniów, Otto, Kantor Sandomierski, il canonico di Cracovia, il cancelliere dello Stato eresse una chiesa "de novo" e la dotò di due campi in sua proprietà e una locanda a Chebdzy. Grazie a Otto, questa chiesa ricevette una decima da Tarnów Góra. E Długosz in LB II 102 dice: Goleniów, un villaggio con una chiesa parrocchiale in mattoni, fatta costruire da Otto di Mstyczów, prevosto di Gniezno e cancelliere dello stemma di Lis nel 1360. Nel XVII secolo, l'erede di Goleniów era Wespazjan Kochowski, un noto poeta. La tradizione vuole che il castello (maniero) si trovasse tra Chałupki e Szczekociny, lungo la strada dove oggi si trova la statua di S. Giovanni Nepomuceno.

### Grabiec
villaggio menzionato nel 1332, quando Jolanta, superiora del convento delle Clarisse di Cracovia, cede l'amministratore del villaggio a Jan di Kurzelów.
Nel 1357 Prakseda, il superiore, vende anche l'amministratore del villaggio a Pietrasz di Szczekociny [Kod. Mołop I 223, 244]. Il villaggio è anche famoso per l'insediamento dei Battaglioni Contadini, esercito clandestino alla cui fondazione prese parte Il futuro maggiore generale Franciszek Kamiński - comandante BCh, qui il 4 agosto 1940 (nella fattoria del Sig. Jan Pasek).

### Ołudza
prime notizie dal 1198 nei documenti di Holuz, Holucz, Oluza, Oludza. Boleslao il Casto, fondando il convento delle Clarisse a Zawichost nel 1257, gli dà le decime da Ołuda [Codice. dipl. Malop 53, 71, 75]. Nel caso di Długosz, un tempo era dato come appartenente alla parrocchia di Kidow [Lib. Ben. III, 8], la seconda volta nella parrocchia di Irząe [III, 325]. Nel XV secolo, il villaggio appartiene al Monastero di Miechów. Il possedimento era costituito da una fattoria del monastero, un apiario, uno stagno, una locanda, un mulino e un'aia. Dopo il monastero, il villaggio divenne un villaggio governativo. La proprietà del governo di Ołudza fu separata dalla proprietà del governo di Rokitno nel 1856 e consisteva nella fattoria di Ołudza di 388 acri e nella fattoria di Bonowice - 98 acri e 1.628 acri di foresta.

### Ołudza Wola
nel diciannovesimo secolo faceva parte della proprietà del governo di Ołudza.

### Przyłęk (chiamato Przyłęk Szlacheckie)
La prima chiesa in legno di Przyłęk fu costruita e attrezzata da Prandota e Wyzga, gli eredi di Przyleg, nel 1412, con il consenso di Piotr Wyższa, vescovo di Cracovia. A metà del XV secolo c'era una chiesa parrocchiale a Przyłęk, i cui patroni erano Jan e Prandota Szreniawici. Il 9 ottobre 1560, Marian Przyłęcki, giudice e burgravio di Cracovia, scudiero locale, affittò dal parroco locale Stanisław Stomnicki per tre anni la parrocchia e il villaggio di Kluczyce. Presto lo stesso Marian Przyłęcki trasformò la chiesa locale in una conclave ariana. Solo dopo 30 anni, grazie agli sforzi di Groty, Pągowski, Prandota e Jan Przyłęcki, la chiesa viene restituita ai cattolici. All'inizio del XVII secolo, Stefan Marian di Przyłęk Przyłęcki, che nel 1628 studiò all'Università di Bolinia, e Achacy Przyłęcki si distinsero dalla famiglia Przyłęcki, Il castellano di Oświęcim e il sacerdote Stanisław Przyłęcki, canonico di Poznań, segretario del re (1647). L'attuale chiesa in mattoni fu fondata nel 1780 da Justyna Moszczańska nata Raczyńska, l'erede del villaggio, la castellana di Santock.

### Rędziny
nel 17º secolo Randzyny. All'inizio del XVI secolo, la decima dei campi padronali era per il parroco di Chrząstów, aveva un valore di circa un sexagen [Laski, LB, I. 561].

### Rokitno
chiamato governo Rokitno. Nel documento salariale del Monastero delle Clarisse di Zawichost del 2 marzo 1257, Bolesław il Casto dona il villaggio ecclesiastico di Rokitno. Dopo l'invasione dei Tatra, a seguito della devastazione di Zawichost, il villaggio diventa proprietà del monastero di SW. Andrea a Cracovia. Nel 1319, Wirchosłwawa ordinò ai sindaci del villaggio di stabilirsi secondo la legge tedesca, Bogunia e Wrotkon (fratelli). Avevano il diritto di tenere due macellerie: pane e carne. A metà del 15º secolo c'è una chiesa lignea di S. Maria Maddalena. Nel 1581 il villaggio appartiene a Szafraniec. La chiesa originale fu bruciata, motivo per cui il sacerdote Seweryn Kromer, il parroco locale, costruì una nuova chiesa di legno nel 1624, consacrata nel 1629 dal vescovo Tomasz Oborski, Sufragan Krakowski. Nel 1639, Ksenia del monastero di S. Andrea a Cracovia, Eufrozyna Stanisławska, su richiesta dell'allora parroco, padre Piotr Żarski, offre alla chiesa locale un dipinto della Madonna della Consolazione. Nel 1876, padre Władysław Ineman costruisce una nuova chiesa in mattoni con paraffine.

### Kaszczor
in un documento del 1364 Clastor. Nel 1365 Casimiro il Grande, re di Polonia, concede il monastero di S. Andrew (Klatysek) a Cracovia, per stabilirsi presso la taverna del monastero chiamata Clastor vicino al villaggio di Rokitno, sulla strada da Żarnowiec a Lelów, una città di diritto tedesco. Il sindaco con i giurati deve giudicare questioni più grandi e più piccole. L'insediamento riceve il mercato settimanale [Cod. Malop I, 325]. Tuttavia, la posizione della città non è stata realizzata.

### Siedliska
nel XV secolo, il villaggio era di proprietà della famiglia Tęgoborski dello stemma di Bylina, secondo il reg. ex. Dal 1490 il villaggio di Siedliska appartiene alla parrocchia di Pilica del distretto di Cracovia. Nel 1581 il villaggio apparteneva alla parrocchia di Nankło ed era in parte di proprietà di Andrzej Tęgoborski, Walery Otfinowski e Bartłomiej Tęgoborski. Nel periodo tra le due guerre, i proprietari di Siedlisko erano la famiglia Komorowski. Durante la seconda guerra mondiale, Franciszek Starowieyski, un famoso pittore, soggiornò in questa proprietà. Anna Komorowska, la cui figlia Matylda d'UDEKEM d'ACOZ, divenne la moglie del principe Filippo - l'erede al trono belga, cioè la futura regina del Belgio, proviene dalla famiglia Komorowski di Siedlisko.

### Starzyny
nel XV secolo apparteneva alla parrocchia di Nakło, di proprietà di Piotr e Abraham, stemma di Godziemba, la decima veniva pagata dai feudi contadini di Secemin e da 4 fattorie la decima veniva pagata al parroco di Nakło [Długosz LB, II, 217]. Nel 1581 alcuni di loro avevano qui: Marcin Przyłęcki, Stanisław Psarski, Kasper Lipieński, Sebastian Daleski, Bak, Druszkowski.

### Szyszki
nel 1581, il villaggio di Szyszki nella parrocchia di Nakło era di proprietà di Otwinowski (secondo i recinti del poviat di Lelów). Ecco un esempio di architettura contemporanea a Szyszki.

### Tęgobórz
a metà del XV secolo era di proprietà di Stanisław Tęgoborski (aveva 7 feudi agricoli, 2 fattorie), una fattoria da cui si pagava la decima al parroco di Nakło. [Długosz LB, II, 219]. Nel 1581 parte di essa appartiene a Mateusz Szczepanowski.